# Logan Cup 2015/16
Der Logan Cup 2015/16 war die 22. Saison des nationalen First-Class-Cricket-Wettbewerbes in Simbabwe und wurde vom 25. November 2015 bis zum 2. März 2016 ausgetragen. Gewinner waren die Mashonaland Eagles, die ihre zweite Meisterschaft gewannen.

## Format
Die vier Mannschaften spielten in einer Gruppe gegen jedes andere Team jeweils zwei Mal. Für einen Sieg gab es sechs Punkte, für ein Unentschieden drei, für ein Remis zwei. Zusätzlich gibt es einen Punkt für den Gewinn des ersten Innings. Die Mannschaft mit den meisten Punkten am Saisonende gewinnt den Wettbewerb.

## Resultate
Tabelle
| Team                 | Sp. | S | N | R | WLF | LWF | DWF | DLF | ND | Punkte |
| -------------------- | --- | - | - | - | --- | --- | --- | --- | -- | ------ |
| Mashonaland Eagles   | 6   | 2 | 2 | 0 | 2   | 0   | 0   | 0   | 0  | 26     |
| Matabeleland Tuskers | 6   | 3 | 0 | 0 | 0   | 3   | 0   | 0   | 0  | 24     |
| Mountaineers         | 6   | 3 | 3 | 0 | 0   | 0   | 0   | 0   | 0  | 21     |
| Mid West Rhinos      | 6   | 1 | 4 | 0 | 1   | 0   | 0   | 0   | 0  | 13     |